# Lodewijk van Frankrijk (1661-1711)

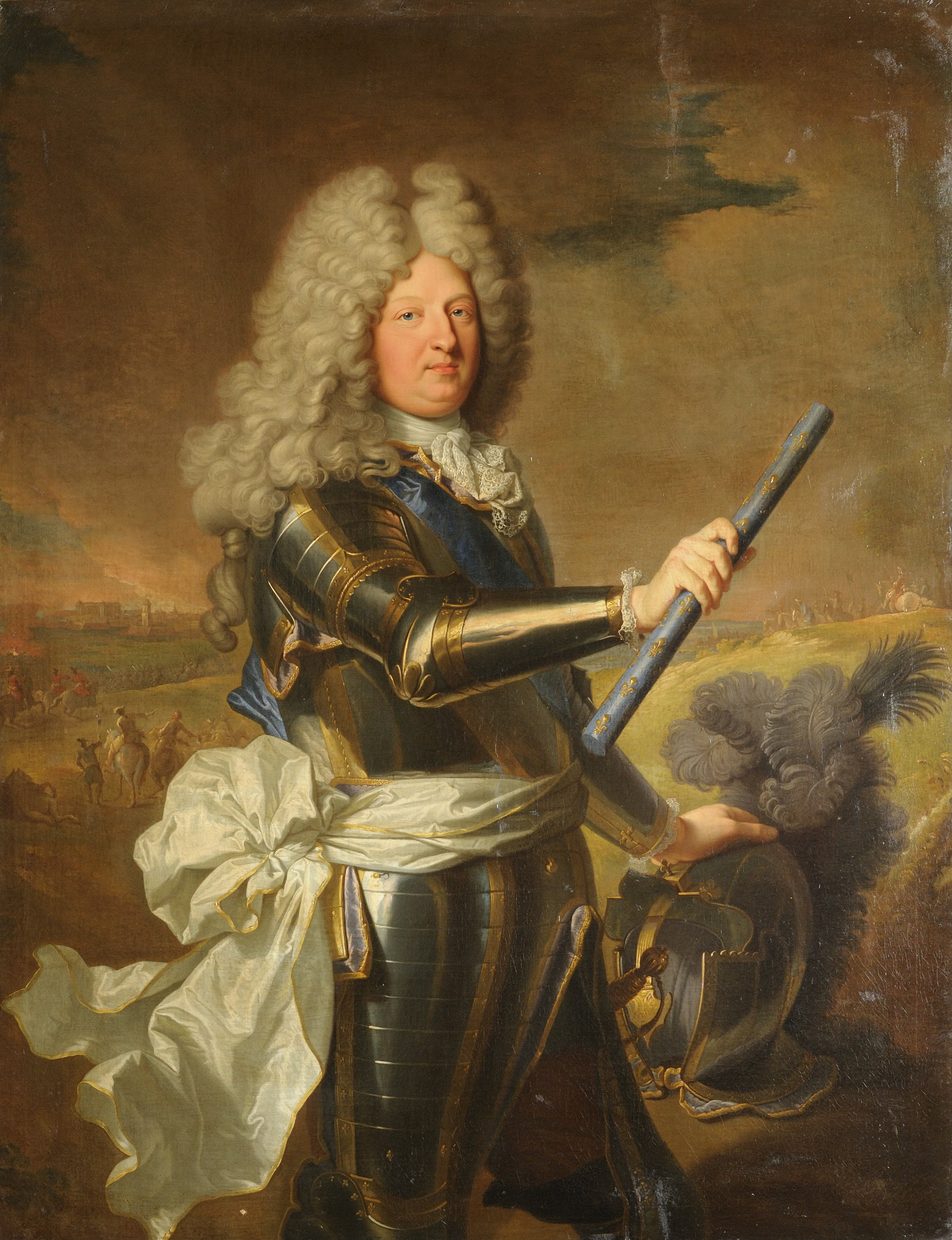
Lodewijk, le Grand Dauphin

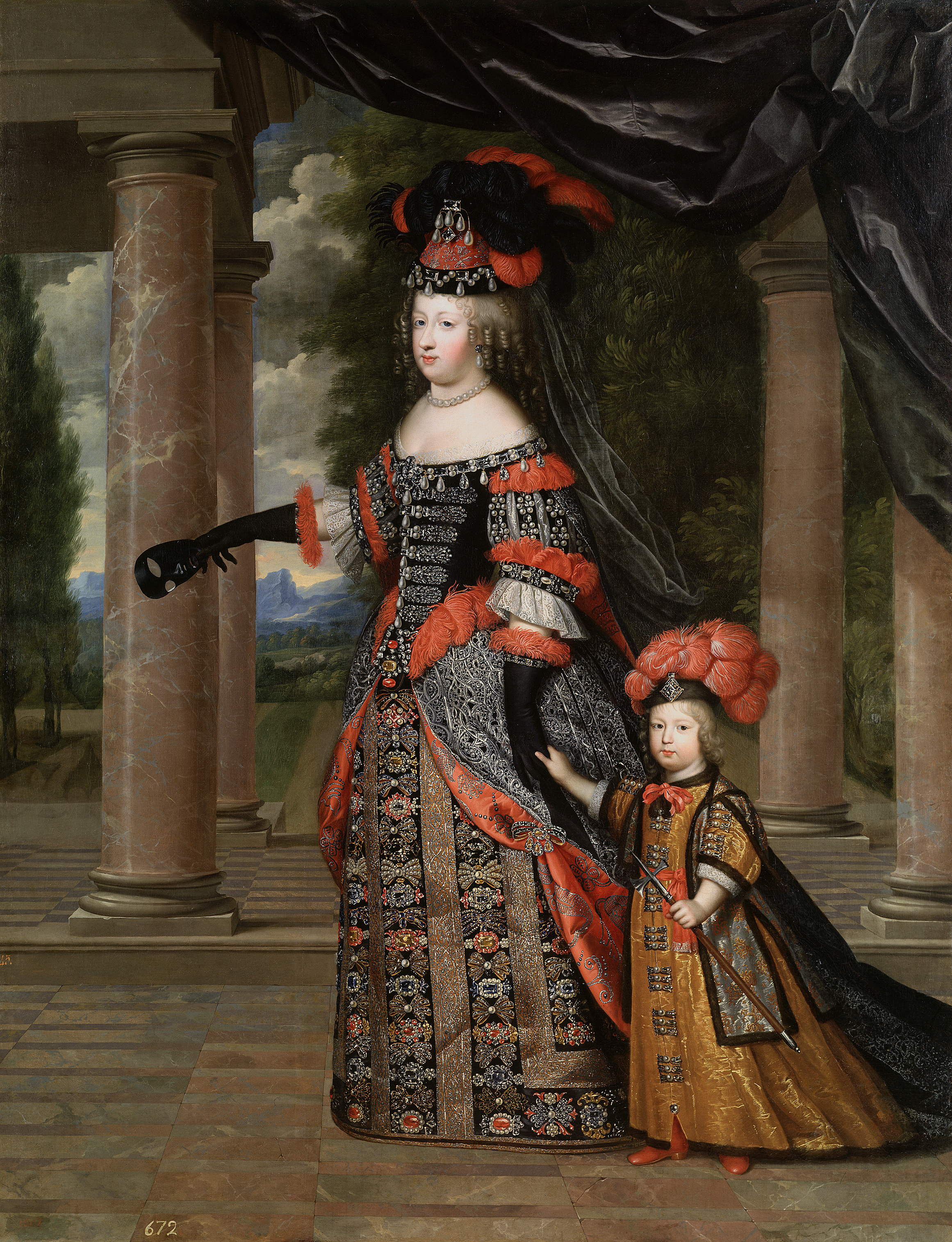
Lodewijk samen met zijn moeder

Lodewijk, dauphin van Frankrijk (beter bekend as le Grand Dauphin, of de grote dauphin) (Fontainebleau, 1 november 1661 - Meudon, 14 april 1711) was de oudste zoon en erfgenaam van koning Lodewijk XIV van Frankrijk en koningin Maria Theresia van Oostenrijk. Hij werd geboren als troonopvolger van Frankrijk en kreeg daardoor automatisch de titel dauphin van Frankrijk (Frans Dauphin de France). Hij werd echter nooit koning, omdat hij stierf voor zijn vader. 

## Leven
Lodewijks grootouders van vaderskant waren koning Lodewijk XIII, koning van Frankrijk van 1610 tot 1643 en koningin Anna van Oostenrijk; zij was de dochter van koning Filips III van Spanje. Lodewijks grootouders van moeders kant waren Filips IV, koning van Spanje van 1621 tot 1665 en diens eerste vrouw koningin Elisabeth van Frankrijk, dochter van de Franse koning Hendrik IV. Elisabeth was een jongere zuster van Lodewijk XIII terwijl de Spaanse koning Filips IV een jongere broer was van Anna van Oostenrijk; daardoor waren Lodewijks ouders dubbel neef en nicht van elkaar.
Toen Lodewijk zeven jaar was, werd hij verwijderd uit het gezelschap van vrouwen en geplaatst in een meer mannelijke omgeving. Hij werd opgevoed door Charles de Sainte-Maure, hertog van Montausier. Vanaf 1670 tot 1681 was de beroemde bisschop en kanselredenaar Jacques-Bénigne Bossuet zijn leraar. Lodewijk was zeer lui en hij was niet echt geïnteresseerd in leren. Toch kreeg Lodewijk door zijn vrijgevigheid, vriendelijkheid en zijn liberale ideeën een grote populariteit in Parijs en Versailles en bij de Franse bevolking in het algemeen.
Lodewijk werd de Grand Dauphin genoemd doordat hij lichamelijk heel groot was ('grand' is Frans voor 'groot'). Lodewijk speelde geen grote rol in de Franse politiek, maar doordat hij de troonopvolger was, en daardoor werd gezien als de toekomstige koning, was hij voortdurend omringd door intriganten die al strijdende een prominente positie wilden hebben in de toekomst. 
Zijn betrokkenheid bij de internationale politiek was beperkt, maar doordat de Spaanse koning Karel II geen nakomelingen had, kon hij via zijn moeder - een halfzuster van Karel II - aanspraak maken op de Spaanse troon. De Grand Dauphin stond zijn rechten evenwel af aan zijn tweede zoon, de hertog van Anjou, omdat hij verkoos koning van Frankrijk te worden en beide kronen politiek onverenigbaar leken. Toen de hertog van Anjou in het testament van Karel II (1700) inderdaad erkend was de nieuwe koning Filips V van Spanje drong de Grand Dauphin zeer aan dat zijn zoon dat zou aanvaarden, ook al kon dat oorlog met andere Europese landen betekenen. Inderdaad brak kort nadien om die reden de Spaanse Successieoorlog uit.
Lodewijk zorgde voor de voortzetting van de Franse Bourbon-familie (Lodewijk XV was zijn kleinzoon) en de vestiging van de Spaanse Bourbon-dynastie (via Filips V), die nog altijd op de Spaanse troon zit. 
De Grand Dauphin werd alom gerespecteerd om zijn weelderige kunstcollectie in Versailles en op zijn persoonlijke residentie, het kasteel van Meudon. Hij stierf aan de pokken in 1711. Hij werd negenenveertig jaar en stierf voor zijn vader. 

## Huwelijk
Lodewijk werd uitgehuwelijkt aan Maria Anna van Beieren, uit dit huwelijk werden drie kinderen geboren:
- Lodewijk (6 augustus 1682 - 18 februari 1712), hertog van Bourgondië, dauphin van Frankrijk vanaf zijn vaders dood, de vader van koning Lodewijk XV.
- Filips (19 december 1683 - 9 juli 1746), hertog van Anjou, werd in 1700 koning van Spanje.
- Karel (31 juli 1686 - 5 mei 1714), hertog van Berry, trouwde met Marie Louise Elisabeth van Orléans, dochter van Filips II van Orléans.

Na de dood van Maria Anna hertrouwde Lodewijk in het geheim met Marie Émilie de Joly de Choin. Zijn nieuwe vrouw kreeg echter niet de titel dauphine en ze kregen geen kinderen.
Lodewijk had drie door hem erkende buitenechtelijke dochters bij twee minnaressen. De buitenechtelijke dochters die hij had trouwden elk met vooraanstaande Franse diplomaten.

## Kwartierstaat (voorouders)
| Hendrik IV van Frankrijk (1553-1610) | Hendrik IV van Frankrijk (1553-1610) | Hendrik IV van Frankrijk (1553-1610) | Hendrik IV van Frankrijk (1553-1610) | Hendrik IV van Frankrijk (1553-1610)    | Hendrik IV van Frankrijk (1553-1610)    |                                         |                                         | Maria de' Medici (1575-1642)             | Maria de' Medici (1575-1642)             | Maria de' Medici (1575-1642)             | Maria de' Medici (1575-1642)             | Maria de' Medici (1575-1642)             | Maria de' Medici (1575-1642)             |                                        |                                        | Filips III van Spanje (1578-1621)    | Filips III van Spanje (1578-1621)    | Filips III van Spanje (1578-1621)    | Filips III van Spanje (1578-1621)    | Filips III van Spanje (1578-1621)    | Filips III van Spanje (1578-1621)    |  |  | Margaretha van Oostenrijk (1584-1611)   | Margaretha van Oostenrijk (1584-1611)   | Margaretha van Oostenrijk (1584-1611)   | Margaretha van Oostenrijk (1584-1611)   | Margaretha van Oostenrijk (1584-1611)   | Margaretha van Oostenrijk (1584-1611)   |                                           |                                           | Hendrik IV van Frankrijk (1553-1610)      | Hendrik IV van Frankrijk (1553-1610)      | Hendrik IV van Frankrijk (1553-1610)      | Hendrik IV van Frankrijk (1553-1610)      | Hendrik IV van Frankrijk (1553-1610)   | Hendrik IV van Frankrijk (1553-1610)   |                                     |                                     | Maria de' Medici (1575-1642)             | Maria de' Medici (1575-1642)             | Maria de' Medici (1575-1642)             | Maria de' Medici (1575-1642)             | Maria de' Medici (1575-1642)             | Maria de' Medici (1575-1642)             |  |  |  |  |  |  |
| Hendrik IV van Frankrijk (1553-1610) | Hendrik IV van Frankrijk (1553-1610) | Hendrik IV van Frankrijk (1553-1610) | Hendrik IV van Frankrijk (1553-1610) | Hendrik IV van Frankrijk (1553-1610)    | Hendrik IV van Frankrijk (1553-1610)    |                                         |                                         | Maria de' Medici (1575-1642)             | Maria de' Medici (1575-1642)             | Maria de' Medici (1575-1642)             | Maria de' Medici (1575-1642)             | Maria de' Medici (1575-1642)             | Maria de' Medici (1575-1642)             |                                        |                                        | Filips III van Spanje (1578-1621)    | Filips III van Spanje (1578-1621)    | Filips III van Spanje (1578-1621)    | Filips III van Spanje (1578-1621)    | Filips III van Spanje (1578-1621)    | Filips III van Spanje (1578-1621)    |  |  | Margaretha van Oostenrijk (1584-1611)   | Margaretha van Oostenrijk (1584-1611)   | Margaretha van Oostenrijk (1584-1611)   | Margaretha van Oostenrijk (1584-1611)   | Margaretha van Oostenrijk (1584-1611)   | Margaretha van Oostenrijk (1584-1611)   |                                           |                                           | Hendrik IV van Frankrijk (1553-1610)      | Hendrik IV van Frankrijk (1553-1610)      | Hendrik IV van Frankrijk (1553-1610)      | Hendrik IV van Frankrijk (1553-1610)      | Hendrik IV van Frankrijk (1553-1610)   | Hendrik IV van Frankrijk (1553-1610)   |                                     |                                     | Maria de' Medici (1575-1642)             | Maria de' Medici (1575-1642)             | Maria de' Medici (1575-1642)             | Maria de' Medici (1575-1642)             | Maria de' Medici (1575-1642)             | Maria de' Medici (1575-1642)             |  |  |  |  |  |  |
|                                      |                                      |                                      |                                      |                                         |                                         |                                         |                                         |                                          |                                          |                                          |                                          |                                          |                                          |                                        |                                        |                                      |                                      |                                      |                                      |                                      |                                      |  |  |                                         |                                         |                                         |                                         |                                         |                                         |                                           |                                           |                                           |                                           |                                           |                                           |                                        |                                        |                                     |                                     |                                          |                                          |                                          |                                          |                                          |                                          |  |  |  |  |  |  |
|                                      |                                      |                                      |                                      |                                         |                                         |                                         |                                         |                                          |                                          |                                          |                                          |                                          |                                          |                                        |                                        |                                      |                                      |                                      |                                      |                                      |                                      |  |  |                                         |                                         |                                         |                                         |                                         |                                         |                                           |                                           |                                           |                                           |                                           |                                           |                                        |                                        |                                     |                                     |                                          |                                          |                                          |                                          |                                          |                                          |  |  |  |  |  |  |
|                                      |                                      |                                      |                                      | Lodewijk XIII van Frankrijk (1601-1643) | Lodewijk XIII van Frankrijk (1601-1643) | Lodewijk XIII van Frankrijk (1601-1643) | Lodewijk XIII van Frankrijk (1601-1643) | Lodewijk XIII van Frankrijk (1601-1643)  | Lodewijk XIII van Frankrijk (1601-1643)  |                                          |                                          |                                          |                                          |                                        |                                        | Anna van Oostenrijk (1601-1666)      | Anna van Oostenrijk (1601-1666)      | Anna van Oostenrijk (1601-1666)      | Anna van Oostenrijk (1601-1666)      | Anna van Oostenrijk (1601-1666)      | Anna van Oostenrijk (1601-1666)      |  |  | Filips IV van Spanje (1605-1665)        | Filips IV van Spanje (1605-1665)        | Filips IV van Spanje (1605-1665)        | Filips IV van Spanje (1605-1665)        | Filips IV van Spanje (1605-1665)        | Filips IV van Spanje (1605-1665)        |                                           |                                           |                                           |                                           |                                           |                                           | Elisabeth van Frankrijk (1602-1644)    | Elisabeth van Frankrijk (1602-1644)    | Elisabeth van Frankrijk (1602-1644) | Elisabeth van Frankrijk (1602-1644) | Elisabeth van Frankrijk (1602-1644)      | Elisabeth van Frankrijk (1602-1644)      |                                          |                                          |                                          |                                          |  |  |  |  |  |  |
|                                      |                                      |                                      |                                      | Lodewijk XIII van Frankrijk (1601-1643) | Lodewijk XIII van Frankrijk (1601-1643) | Lodewijk XIII van Frankrijk (1601-1643) | Lodewijk XIII van Frankrijk (1601-1643) | Lodewijk XIII van Frankrijk (1601-1643)  | Lodewijk XIII van Frankrijk (1601-1643)  |                                          |                                          |                                          |                                          |                                        |                                        | Anna van Oostenrijk (1601-1666)      | Anna van Oostenrijk (1601-1666)      | Anna van Oostenrijk (1601-1666)      | Anna van Oostenrijk (1601-1666)      | Anna van Oostenrijk (1601-1666)      | Anna van Oostenrijk (1601-1666)      |  |  | Filips IV van Spanje (1605-1665)        | Filips IV van Spanje (1605-1665)        | Filips IV van Spanje (1605-1665)        | Filips IV van Spanje (1605-1665)        | Filips IV van Spanje (1605-1665)        | Filips IV van Spanje (1605-1665)        |                                           |                                           |                                           |                                           |                                           |                                           | Elisabeth van Frankrijk (1602-1644)    | Elisabeth van Frankrijk (1602-1644)    | Elisabeth van Frankrijk (1602-1644) | Elisabeth van Frankrijk (1602-1644) | Elisabeth van Frankrijk (1602-1644)      | Elisabeth van Frankrijk (1602-1644)      |                                          |                                          |                                          |                                          |  |  |  |  |  |  |
|                                      |                                      |                                      |                                      |                                         |                                         |                                         |                                         |                                          |                                          | Lodewijk XIV van Frankrijk (1638-1715)   | Lodewijk XIV van Frankrijk (1638-1715)   | Lodewijk XIV van Frankrijk (1638-1715)   | Lodewijk XIV van Frankrijk (1638-1715)   | Lodewijk XIV van Frankrijk (1638-1715) | Lodewijk XIV van Frankrijk (1638-1715) |                                      |                                      |                                      |                                      |                                      |                                      |  |  |                                         |                                         |                                         |                                         |                                         |                                         | Maria Theresia van Oostenrijk (1638-1683) | Maria Theresia van Oostenrijk (1638-1683) | Maria Theresia van Oostenrijk (1638-1683) | Maria Theresia van Oostenrijk (1638-1683) | Maria Theresia van Oostenrijk (1638-1683) | Maria Theresia van Oostenrijk (1638-1683) |                                        |                                        |                                     |                                     |                                          |                                          |                                          |                                          |                                          |                                          |  |  |  |  |  |  |
|                                      |                                      |                                      |                                      |                                         |                                         |                                         |                                         |                                          |                                          | Lodewijk XIV van Frankrijk (1638-1715)   | Lodewijk XIV van Frankrijk (1638-1715)   | Lodewijk XIV van Frankrijk (1638-1715)   | Lodewijk XIV van Frankrijk (1638-1715)   | Lodewijk XIV van Frankrijk (1638-1715) | Lodewijk XIV van Frankrijk (1638-1715) |                                      |                                      |                                      |                                      |                                      |                                      |  |  |                                         |                                         |                                         |                                         |                                         |                                         | Maria Theresia van Oostenrijk (1638-1683) | Maria Theresia van Oostenrijk (1638-1683) | Maria Theresia van Oostenrijk (1638-1683) | Maria Theresia van Oostenrijk (1638-1683) | Maria Theresia van Oostenrijk (1638-1683) | Maria Theresia van Oostenrijk (1638-1683) |                                        |                                        |                                     |                                     |                                          |                                          |                                          |                                          |                                          |                                          |  |  |  |  |  |  |
|                                      |                                      |                                      |                                      |                                         |                                         |                                         |                                         |                                          |                                          |                                          |                                          |                                          |                                          |                                        |                                        |                                      |                                      |                                      |                                      |                                      |                                      |  |  |                                         |                                         |                                         |                                         |                                         |                                         |                                           |                                           |                                           |                                           |                                           |                                           |                                        |                                        |                                     |                                     |                                          |                                          |                                          |                                          |                                          |                                          |  |  |  |  |  |  |
|                                      |                                      |                                      |                                      |                                         |                                         |                                         |                                         |                                          |                                          |                                          |                                          |                                          |                                          |                                        |                                        |                                      |                                      |                                      |                                      |                                      |                                      |  |  |                                         |                                         |                                         |                                         |                                         |                                         |                                           |                                           |                                           |                                           |                                           |                                           |                                        |                                        |                                     |                                     |                                          |                                          |                                          |                                          |                                          |                                          |  |  |  |  |  |  |
| Lodewijk van Frankrijk (1661-1711)   | Lodewijk van Frankrijk (1661-1711)   | Lodewijk van Frankrijk (1661-1711)   | Lodewijk van Frankrijk (1661-1711)   | Lodewijk van Frankrijk (1661-1711)      | Lodewijk van Frankrijk (1661-1711)      |                                         |                                         | Anne Elisabeth van Frankrijk (1662-1662) | Anne Elisabeth van Frankrijk (1662-1662) | Anne Elisabeth van Frankrijk (1662-1662) | Anne Elisabeth van Frankrijk (1662-1662) | Anne Elisabeth van Frankrijk (1662-1662) | Anne Elisabeth van Frankrijk (1662-1662) |                                        |                                        | Marie Anne van Frankrijk (1664-1664) | Marie Anne van Frankrijk (1664-1664) | Marie Anne van Frankrijk (1664-1664) | Marie Anne van Frankrijk (1664-1664) | Marie Anne van Frankrijk (1664-1664) | Marie Anne van Frankrijk (1664-1664) |  |  | Marie Thérèse van Frankrijk (1667-1672) | Marie Thérèse van Frankrijk (1667-1672) | Marie Thérèse van Frankrijk (1667-1672) | Marie Thérèse van Frankrijk (1667-1672) | Marie Thérèse van Frankrijk (1667-1672) | Marie Thérèse van Frankrijk (1667-1672) |                                           |                                           | Filips Karel van Frankrijk (1668-1671)    | Filips Karel van Frankrijk (1668-1671)    | Filips Karel van Frankrijk (1668-1671)    | Filips Karel van Frankrijk (1668-1671)    | Filips Karel van Frankrijk (1668-1671) | Filips Karel van Frankrijk (1668-1671) |                                     |                                     | Lodewijk Frans van Frankrijk (1672-1672) | Lodewijk Frans van Frankrijk (1672-1672) | Lodewijk Frans van Frankrijk (1672-1672) | Lodewijk Frans van Frankrijk (1672-1672) | Lodewijk Frans van Frankrijk (1672-1672) | Lodewijk Frans van Frankrijk (1672-1672) |  |  |  |  |  |  |